# Parque nacional Isla Wuthara
La isla Wuthara es un parque nacional en Queensland, Australia. Se encuentra a 1962 km al noroeste de Brisbane, y a unos 40 km al noreste del Parque Nacional Kutini-Payamu en la zona del Cabo Weymouth en el Mar del Coral.
Desde su fundación en 1990 hasta 2011, el parque se llamaba Parque Nacional Islas Forbes.